# Antonio Carafa (cardinale)
Antonio Carafa (Napoli, 25 marzo 1538 – Roma, 13 gennaio 1591) è stato un cardinale, bibliotecario ed erudito italiano.

## Biografia

Stemma dei Carafa

Imparentato con papa Paolo IV, all'età di 15 anni venne a Roma alla corte papale, ebbe il titolo di cameriere segreto e, assieme al parente Alfonso Carafa, fu affidato alle cure del cardinale Guglielmo Sirleto il quale gli fornì una solida cultura umanistica. Non si interessò alla politica. Nominato canonico di San Pietro nel 1558, cadde anch'egli in disgrazia come i suoi parenti, ma poté rimanere a Roma quando gli altri Carafa vennero scacciati da Paolo IV (27 gennaio 1559). Perseguitato dal nuovo papa Pio IV, si rifugiò prima a Napoli e poi a Montefalcone nel Sannio, e si dedicò agli studi teologici e giuridici.
Fu riabilitato dal pontefice successivo, Pio V eletto nel 1566: richiamato a Roma, il 24 marzo 1568 fu nominato cardinale. Poco incline alla politica, si dedicò soprattutto allo studio dei problemi dottrinali ed esegetici. Nel 1586 fu nominato prefetto della Congregatio Interpretum Concilii Tridentini avente il compito di divulgare le prescrizioni e le direttive del Concilio di Trento. Si interessò inoltre dei rapporti con le chiese cattoliche non di rito latino (protesse la Chiesa caldea e i Maroniti) e, soprattutto, di fornire edizioni critiche dei testi della Chiesa; fu quindi membro delle commissioni sul Decretum Gratiani (1566), sulla Vulgata (1569), sulla Septuaginta e sulle Decretali (1580) Atti dei Concilii 1583. Fu protettore della Biblioteca Apostolica Vaticana, a cui lasciò un notevole numero di codici greci e latini. Fece inoltre restaurare a sue spese la basilica dei Santi Giovanni e Paolo a Roma.

## Opere
- Beati Theodoreti, episcopi Cyri interpretatio in omnes Davidis psalmos ab Antonio Carafa e graeco in latinum sermonem conversa. Cathena explanationum veterum sanctorum patrum in omnia tum veteris, tum novi Testamenti cantica ab eodem conversa, Patavii: Apud M. Antonium Gallasium Brixiensem, 1564